# Žetale
Žetale är en kommun belägen i nordöstra Slovenien, på gränsen till Kroatien. År 2002 hade Žetale 1 364 invånare.